# Temporada 2021 de la Copa Truck
La temporada 2021 de la Copa Truck fue la 5ª temporada del Campeonato Brasileño de Copa Truck de la historia. La serie es administrada a nivel nacional por la Confederación Brasileña de Automovilismo (CBA). André Marques logró su primer título con AM Motorsport, que fue la escudería campeona.
El origen de la categoría se produjo después de que nueve equipos abandonaran la Fórmula Truck por desacuerdos con la problemática gestión de Neusa Navarro Félix; estos equipos se unieron en una asociación creando la categoría que vino a reemplazar a Fórmula Truck. La nueva categoría reúne a equipos y pilotos de la antigua categoría.
En noviembre de 2017, fue homologado por la Confederación Brasileña de Automovilismo (CBA) y reconocido como campeonato oficial. Carlos Col, exjefe del Stock Car, es su promotor.
Copa Truck fue lanzada oficialmente el 27 de abril de 2017 en São Paulo. En la primera temporada, el campeonato se dividió en tres copas regionales: Centro-Oeste, Noreste y Sudeste. La primera etapa tuvo lugar el 28 de mayo, en Goiânia, con 17 camiones en parrilla.
La asociación está compuesta por los siguientes equipos: RM Competições, AJ5 Sports, DF Motorsport, RVR Motorsports, Dakar Motors, Fábio Fogaça Motorsports, Lucar Motorsports y Clay Truck Racing.

## Equipos y Pilotos
Todos los pilotos son brasileños.
| Equipo                      | Constructor   | Neumático | No. | Piloto                | Etapas    |
| --------------------------- | ------------- | --------- | --- | --------------------- | --------- |
| Dakar Motorsport            | Iveco         | G         | 57  | Felipe Tozzo          | Todas     |
| Usual Iveco Racing          | Iveco         | G         | 2   | Valmir Benavides      | 1-7       |
| Usual Iveco Racing          | Iveco         | G         | 22  | Raphael Abbate        | 8         |
| Usual Iveco Racing          | Iveco         | G         | 4   | Felipe Giaffone       | Todas     |
| Usual Iveco Racing          | Iveco         | G         | 21  | Djalma Pivetta        | Todas     |
| AJ5 Eco Sports Reman Brasil | Reman Brasil  | G         | 5   | Adalberto Jardim      | Todas     |
| R9 Competições              | Volkswagen    | G         | 7   | Débora Rodrigues      | Todas     |
| R9 Competições              | Volkswagen    | G         | 15  | Roberval Andrade      | Todas     |
| R9 Competições              | Volkswagen    | G         | 55  | Paulo Salustiano      | Todas     |
| R9 Competições              | Volkswagen    | G         | 81  | José Augusto Dias     | Todas     |
| R9 Competições              | Volkswagen    | G         | 88  | Beto Monteiro         | Todas     |
| R9 Competições              | MAN SE        | G         | 00  | Danilo Alamini        | Todas     |
| FF Motorsport               | Protótipo     | G         | 8   | Rodrigo Pimenta       | 1-4 e 6-8 |
| FF Motorsport               | Protótipo     | G         | 27  | Fábio Fogaça          | Todas     |
| FF Motorsport               | Protótipo     | G         | 26  | Sérgio Ramalho        | 5         |
| AM Motorsport               | Mercedes-Benz | G         | 6   | Wellington Cirino     | Todas     |
| AM Motorsport               | Mercedes-Benz | G         | 90  | Giuliano Losacco      | Todas     |
| AM Motorsport               | Mercedes-Benz | G         | 77  | André Marques         | Todas     |
| ADF Competições             | Mercedes-Benz | G         | 25  | Jaidson Zini          | Todas     |
| ADF Competições             | Mercedes-Benz | G         | 64  | Evandro Camargo       | 1-4 e 6-8 |
| Boessio Competições         | Volvo         | G         | 85  | Maicon Roncen         | 1-2       |
| Boessio Competições         | Volvo         | G         | 83  | Régis Boéssio         | 5-7       |
| PP Motorsport               | Mercedes-Benz | G         | 28  | Danilo Dirani         | Todas     |
| PP Motorsport               | Mercedes-Benz | G         | 29  | Pedro Paulo Fernandes | Todas     |
| BRUTO Motorsports           | Scania        | G         | 3   | Ricardo Alvarez       | 2-4 e 6-8 |
| Lucar Autosport             | Iveco         | G         | 99  | Luiz Lopes            | Todas     |
| LT Team                     | Volvo         | G         | 115 | Carlos Machado        | 1         |
| LT Team                     | Volvo         | G         | 73  | Leandro Totti         | 3-4       |
| AM Super                    | Mercedes-Benz | G         | 31  | Glauco Barros         | Todas     |
| AM Super                    | Mercedes-Benz | G         | 45  | Daniel Kelemen        | Todas     |

## Calendario

### Etapas
| Ronda                                           | Fecha           | Gran Premio                | Circuito                              | Ciudad          | Horário   | Info   |
| ----------------------------------------------- | --------------- | -------------------------- | ------------------------------------- | --------------- | --------- | ------ |
| 1                                               | 23 de mayo      | Grande Prêmio de Goiás     | Autódromo Ayrton Senna                | Goiânia, GO     | 14h08     |        |
| 2                                               | 27 de junio     | Grande Prêmio de São Paulo | Autódromo Internacional de Interlagos | São Paulo, SP   | 13h00     | [ 10 ] |
| 3                                               | 17 de julio     | Grande Prêmio de Cascavel  | Autódromo Internacional de Cascavel   | Cascavel, PR    | 15h00     |        |
| 4                                               | 18 de julio     | Grande Prêmio de Cascavel  | Autódromo Internacional de Cascavel   | Cascavel, PR    | 14h45     | [ 11 ] |
| 5                                               | 15 de agosto    | Grande Prêmio de Tarumã    | Autódromo de Tarumã                   | Viamão, RS      | 14h05     |        |
| 6                                               | 4 de septiembre | Grande Prêmio de Curitiba  | Autódromo Internacional de Curitiba   | Curitiba, PR    | 14h13     | [ 12 ] |
| 7                                               | 5 de septiembre | Grande Prêmio de Curitiba  | Autódromo Internacional de Curitiba   | Curitiba, PR    | 14h13     | [ 13 ] |
| 8                                               | 3 de octubre    | Grande Prêmio de Potenza   | Autódromo de Potenza                  | Lima Duarte, MG | 13h15     |        |
| 9                                               | 5 de diciembre  | Grande Prêmio de Curitiba  | Autódromo Internacional de Curitiba   | Curitiba, PR    | 11h00     |        |
| Corrida cancelada devido a Pandemia de COVID-19 |                 |                            |                                       |                 |           |        |
| -                                               | 11 de abril     | Grande Prêmio de Curitiba  | Autódromo Internacional de Curitiba   | Curitiba, PR    | Cancelada | [ 14 ] |

### Resultados
| Ronda | Circuito                   | Fecha           | Pole Position     | Vuelta rápida    | Piloto ganador    | Equipo ganador      | Constructor   | Ref.   |
| ----- | -------------------------- | --------------- | ----------------- | ---------------- | ----------------- | ------------------- | ------------- | ------ |
| 1     | Grande Prêmio de Goiás     | 23 de mayo      | Felipe Giaffone   | Felipe Giaffone  | Felipe Giaffone   | Usual Iveco Racing  | Iveco         | [ 15 ] |
| 1     | Grande Prêmio de Goiás     | 23 de mayo      | Sin disputa       | André Marques    | André Marques     | AM Motorsport       | Mercedes-Benz | [ 16 ] |
| 2     | Grande Prêmio de São Paulo | 27 de junio     | Wellington Cirino | Roberval Andrade | Wellington Cirino | AM Motorsport       | Mercedes-Benz | [ 17 ] |
| 2     | Grande Prêmio de São Paulo | 27 de junio     | Sin disputa       | Paulo Salustiano | Paulo Salustiano  | R9 Competições      | Volkswagen    | [ 18 ] |
| 3     | Grande Prêmio de Cascavel  | 17 de julio     | Wellington Cirino | André Marques    | André Marques     | AM Motorsport       | Mercedes-Benz | [ 19 ] |
| 3     | Grande Prêmio de Cascavel  | 17 de julio     | Sin disputa       | André Marques    | Danilo Dirani     | PP Motorsport       | Mercedes-Benz | [ 20 ] |
| 4     | Grande Prêmio de Cascavel  | 18 de julio     | André Marques     | André Marques    | André Marques     | AM Motorsport       | Mercedes-Benz | [ 21 ] |
| 4     | Grande Prêmio de Cascavel  | 18 de julio     | Sin disputa       | Danilo Dirani    | Danilo Dirani     | PP Motorsport       | Mercedes-Benz | [ 22 ] |
| 5     | Grande Prêmio de Tarumã    | 15 de agosto    | André Marques     | André Marques    | André Marques     | AM Motorsport       | Mercedes-Benz | [ 23 ] |
| 5     | Grande Prêmio de Tarumã    | 15 de agosto    | Sin disputa       | Régis Boéssio    | Régis Boéssio     | Boessio Competições | Volvo         | [ 24 ] |
| 6     | Grande Prêmio de Curitiba  | 4 de septiembre | Beto Monteiro     | Beto Monteiro    | Beto Monteiro     | R9 Competições      | Volkswagen    | [ 25 ] |
| 6     | Grande Prêmio de Curitiba  | 4 de septiembre | Sin disputa       | Beto Monteiro    | Beto Monteiro     | R9 Competições      | Volkswagen    | [ 26 ] |
| 7     | Grande Prêmio de Curitiba  | 5 de septiembre | Beto Monteiro     | André Marques    | André Marques     | AM Motorsport       | Mercedes-Benz | [ 27 ] |
| 7     | Grande Prêmio de Curitiba  | 5 de septiembre | Sin disputa       | André Marques    | André Marques     | AM Motorsport       | Mercedes-Benz | [ 28 ] |
| 8     | Grande Prêmio de Potenza   | 3 de octubre    | Felipe Giaffone   | Felipe Giaffone  | Felipe Giaffone   | Usual Iveco Racing  | Iveco         | [ 29 ] |
| 8     | Grande Prêmio de Potenza   | 3 de octubre    | Sin disputa       | Paulo Salustiano | Danilo Dirani     | PP Motorsport       | Mercedes-Benz | [ 30 ] |
| 9     | Grande Prêmio de Curitiba  | 5 de diciembre  | Paulo Salustiano  | Paulo Salustiano | Paulo Salustiano  | PP Motorsport       | Mercedes-Benz | [ 31 ] |
| 9     | Grande Prêmio de Curitiba  | 5 de diciembre  | Sin disputa       | Beto Monteiro    | Beto Monteiro     | R9 Competições      | Volkswagen    | [ 32 ] |

Obs: Calendario pendiente y sujeto a cambios debido a la pandemia de COVID-19.

## Calificación general

### Categoría Pro
| Pos | Piloto                | GOI | GOI | INT | INT | CAS | CAS | CAS | CAS | TAR | TAR | CTB | CTB | CTB | CTB | POT | POT | CTB | CTB | Pts |
| --- | --------------------- | --- | --- | --- | --- | --- | --- | --- | --- | --- | --- | --- | --- | --- | --- | --- | --- | --- | --- | --- |
| 1   | André Marques         | 3   | 1   | 6   | 7   | 1   | 8   | 1   | 6   | 1   | 6   | RET | 2   | 1   | 1   | 3   | 3   | 3   | 4   | 257 |
| 2   | Wellington Cirino     | 4   | 2   | 1   | 4   | 2   | 5   | 2   | 8   | 2   | 5   | 3   | 3   | 3   | RET | 9   | 6   | 2   | 5   | 244 |
| 3   | Felipe Giaffone       | 1   | RET | 4   | 3   | 8   | 2   | 8   | 5   | 4   | 9   | 2   | 4   | 2   | 2   | 1   | 7   | 6   | 2   | 239 |
| 4   | Paulo Salustiano      | RET | NL  | 2   | 1   | 6   | 4   | 6   | 4   | 3   | 3   | 15  | NL  | RET | 3   | 4   | 2   | 1   | 3   | 218 |
| 5   | Beto Monteiro         | DSQ | DSQ | 3   | 6   | 5   | 3   | 3   | 7   | 15  | 8   | 1   | 1   | RET | 13  | 2   | 5   | 8   | 1   | 197 |
| 6   | Luiz Lopes            | 12  | 10  | 11  | 13  | 9   | 13  | 12  | 12  | 14  | 17  | 9   | 10  | 16  | RET | 12  | RET | 15  | 10  | 150 |
| 7   | Danilo Dirani         | RET | NL  | RET | NL  | 3   | 1   | 5   | 1   | 9   | 15  | RET | NL  | RET | RET | 7   | 1   | 4   | 6   | 145 |
| 8   | Adalberto Jardim      | 6   | RET | 12  | 8   | 11  | 10  | 13  | 11  | 10  | 14  | RET | 7   | 5   | 7   | 6   | 4   | RET | RET | 144 |
| 9   | Roberval Andrade      | DSQ | DSQ | 5   | 2   | 4   | 6   | 4   | 3   | RET | NL  | RET | NL  | 8   | RET | 5   | RET | 5   | 8   | 143 |
| 10  | Jaidson Zini          | 14  | 7   | 8   | 12  | 17  | 18  | 10  | 9   | 7   | 2   | RET | RET | RET | RET | 8   | 9   | RET | RET | 128 |
| 11  | Valmir Benavides      | 7   | 6   | 17  | 10  | 7   | 7   | 15  | RET | 17  | 11  | RET | NL  | 18  | RET |     |     | 11  | 9   | 124 |
| 12  | Débora Rodrigues      | RET | NL  | 15  | 11  | RET | NL  | 16  | 13  | 18  | 13  | 4   | 6   | 15  | 5   | 17  | RET | 9   | 14  | 123 |
| 13  | Giuliano Losacco      | 2   | 3   | 19  | NL  | 10  | RET | 11  | RET | 5   | 7   | 10  | 13  | 14  | 8   | 18  | 17  | 7   | RET | 107 |
| 14  | Felipe Tozzo          | 5   | 5   | 10  | 18  | 12  | 9   | 9   | 10  | RET | NL  | 16  | 12  | 6   | 10  | 13  | 8   | 10  | 11  | 106 |
| 15  | José Augusto Dias     | 9   | 4   | Wth | Wth | 13  | RET | 14  | 18  | 11  | 10  | 6   | 5   | 4   | 6   | 20  | 12  | 20  | 18  | 102 |
| 16  | Fábio Fogaça          | RET | NL  | 9   | RET | 18  | NL  | 22  | RET | 6   | 4   | 5   | 8   | 11  | RET | RET | NL  | 12  | RET | 77  |
| 17  | Danilo Alamini        | RET | RET | 18  | 14  | 14  | 11  | 20  | 15  | 21  | 18  | 8   | 9   | 7   | 4   | RET | NL  | 14  | 7   | 71  |
| 18  | Evandro Camargo       | 8   | 8   | 20  | 9   | RET | 12  | 18  | 14  |     |     | 7   | 11  | 9   | 16  | 21  | RET | 16  | 12  | 66  |
| 19  | Djalma Pivetta        | 11  | 9   | 13  | RET | 16  | 15  | RET | RET | 20  | 16  | 11  | 14  | 10  | 11  | 16  | 16  | 17  | 13  | 63  |
| 20  | Pedro Paulo Fernandes | RET | NL  | 7   | 5   | RET | NL  | RET | RET | 12  | 20  | 14  | NL  | RET | RET | 15  | 10  | 13  | RET | 45  |
| 21  | Régis Boéssio         |     |     |     |     |     |     |     |     | 8   | 1   | RET | NL  | RET | 15  |     |     | RET | RET | 41  |
| 22  | Glauco Barros         | 13  | 11  | 16  | 15  | 15  | 14  | 17  | 16  | 16  | 19  | 13  | 15  | 13  | 12  | 22  | RET | 18  | RET | 39  |
| 23  | Leandro Totti         |     |     |     |     | RET | NL  | 7   | 2   |     |     |     |     |     |     |     |     |     |     | 29  |
| 24  | Daniel Kelemen        | 10  | RET | RET | 16  | 19  | 16  | 19  | 17  | 19  | 21  | RET | 16  | 12  | 9   | 10  | 15  | 19  | 16  | 25  |
| 25  | Pedro Muffato         |     |     |     |     |     |     |     |     |     |     |     |     |     |     |     |     | 23  | 17  | 14  |
| 26  | Sérgio Ramalho        |     |     |     |     |     |     |     |     | 13  | 12  |     |     |     |     |     |     |     |     | 11  |
| 27  | Ricardo Alvarez       |     |     | 14  | 17  | 21  | 17  | 21  | 19  |     |     | RET | 17  | 17  | 14  | 19  | 14  | RET | RET | 8   |
| 28  | Rodrigo Pimenta       | RET | RET | RET | NL  | 20  | RET | 23  | 20  |     |     | 12  | RET | NL  | RET | 11  | 11  | 22  | RET | 8   |
| 29  | Rodrigo Taborda       |     |     |     |     |     |     |     |     |     |     |     |     |     |     |     |     | 21  | 15  | 1   |
| 30  | Raphael Abbate        |     |     |     |     |     |     |     |     |     |     |     |     |     |     | 14  | 13  |     |     | 0   |
| 31  | Maicon Roncen         | RET | NL  | RET | NL  |     |     |     |     |     |     |     |     |     |     |     |     |     |     | 0   |
| 32  | Luciano Burti         |     |     |     |     |     |     |     |     | RET | RET |     |     |     |     |     |     |     |     | 0   |
| 33  | Carlos Machado        | DSQ | DSQ |     |     |     |     |     |     |     |     |     |     |     |     |     |     |     |     | 0   |
| Pos | Piloto                | GOI | GOI | INT | INT | CAS | CAS | CAS | CAS | TAR | TAR | CTB | CTB | CTB | CTB | POT | POT | CTB | CTB | Pts |

| Color        | Resultado                                     |
| ------------ | --------------------------------------------- |
| Oro          | Ganador                                       |
| Plata        | 2º lugar                                      |
| Bronce       | 3º lugar                                      |
| Verde        | 4.º y 5.º lugar (top 5)                       |
| Celeste      | 6.º a 10.º lugar (top 10)                     |
| Azul         | Finalizó (afuera del top 10) (fora do Top 10) |
| Violeta      | No terminó                                    |
| Rojo         | DNQ - No se clasificó                         |
| Marrón       | Wth - Retirado                                |
| Negro        | DSQ - Descalificado                           |
| Caqui oscuro | No empezó (NL)                                |
| Caqui oscuro | Abandonó la carrera (C)                       |
| Vacío        | no participó                                  |

| Pos | Piloto                | GOI | GOI | INT | INT | CAS | CAS | CAS | CAS | TAR | TAR | CTB | CTB | CTB | CTB | POT | POT | CTB | CTB | Pts |
| --- | --------------------- | --- | --- | --- | --- | --- | --- | --- | --- | --- | --- | --- | --- | --- | --- | --- | --- | --- | --- | --- |
| 1   | André Marques         | 3   | 1   | 6   | 7   | 1   | 8   | 1   | 6   | 1   | 6   | RET | 2   | 1   | 1   | 3   | 3   | 3   | 4   | 257 |
| 2   | Wellington Cirino     | 4   | 2   | 1   | 4   | 2   | 5   | 2   | 8   | 2   | 5   | 3   | 3   | 3   | RET | 9   | 6   | 2   | 5   | 244 |
| 3   | Felipe Giaffone       | 1   | RET | 4   | 3   | 8   | 2   | 8   | 5   | 4   | 9   | 2   | 4   | 2   | 2   | 1   | 7   | 6   | 2   | 239 |
| 4   | Paulo Salustiano      | RET | NL  | 2   | 1   | 6   | 4   | 6   | 4   | 3   | 3   | 15  | NL  | RET | 3   | 4   | 2   | 1   | 3   | 218 |
| 5   | Beto Monteiro         | DSQ | DSQ | 3   | 6   | 5   | 3   | 3   | 7   | 15  | 8   | 1   | 1   | RET | 13  | 2   | 5   | 8   | 1   | 197 |
| 6   | Luiz Lopes            | 12  | 10  | 11  | 13  | 9   | 13  | 12  | 12  | 14  | 17  | 9   | 10  | 16  | RET | 12  | RET | 15  | 10  | 150 |
| 7   | Danilo Dirani         | RET | NL  | RET | NL  | 3   | 1   | 5   | 1   | 9   | 15  | RET | NL  | RET | RET | 7   | 1   | 4   | 6   | 145 |
| 8   | Adalberto Jardim      | 6   | RET | 12  | 8   | 11  | 10  | 13  | 11  | 10  | 14  | RET | 7   | 5   | 7   | 6   | 4   | RET | RET | 144 |
| 9   | Roberval Andrade      | DSQ | DSQ | 5   | 2   | 4   | 6   | 4   | 3   | RET | NL  | RET | NL  | 8   | RET | 5   | RET | 5   | 8   | 143 |
| 10  | Jaidson Zini          | 14  | 7   | 8   | 12  | 17  | 18  | 10  | 9   | 7   | 2   | RET | RET | RET | RET | 8   | 9   | RET | RET | 128 |
| 11  | Valmir Benavides      | 7   | 6   | 17  | 10  | 7   | 7   | 15  | RET | 17  | 11  | RET | NL  | 18  | RET |     |     | 11  | 9   | 124 |
| 12  | Débora Rodrigues      | RET | NL  | 15  | 11  | RET | NL  | 16  | 13  | 18  | 13  | 4   | 6   | 15  | 5   | 17  | RET | 9   | 14  | 123 |
| 13  | Giuliano Losacco      | 2   | 3   | 19  | NL  | 10  | RET | 11  | RET | 5   | 7   | 10  | 13  | 14  | 8   | 18  | 17  | 7   | RET | 107 |
| 14  | Felipe Tozzo          | 5   | 5   | 10  | 18  | 12  | 9   | 9   | 10  | RET | NL  | 16  | 12  | 6   | 10  | 13  | 8   | 10  | 11  | 106 |
| 15  | José Augusto Dias     | 9   | 4   | Wth | Wth | 13  | RET | 14  | 18  | 11  | 10  | 6   | 5   | 4   | 6   | 20  | 12  | 20  | 18  | 102 |
| 16  | Fábio Fogaça          | RET | NL  | 9   | RET | 18  | NL  | 22  | RET | 6   | 4   | 5   | 8   | 11  | RET | RET | NL  | 12  | RET | 77  |
| 17  | Danilo Alamini        | RET | RET | 18  | 14  | 14  | 11  | 20  | 15  | 21  | 18  | 8   | 9   | 7   | 4   | RET | NL  | 14  | 7   | 71  |
| 18  | Evandro Camargo       | 8   | 8   | 20  | 9   | RET | 12  | 18  | 14  |     |     | 7   | 11  | 9   | 16  | 21  | RET | 16  | 12  | 66  |
| 19  | Djalma Pivetta        | 11  | 9   | 13  | RET | 16  | 15  | RET | RET | 20  | 16  | 11  | 14  | 10  | 11  | 16  | 16  | 17  | 13  | 63  |
| 20  | Pedro Paulo Fernandes | RET | NL  | 7   | 5   | RET | NL  | RET | RET | 12  | 20  | 14  | NL  | RET | RET | 15  | 10  | 13  | RET | 45  |
| 21  | Régis Boéssio         |     |     |     |     |     |     |     |     | 8   | 1   | RET | NL  | RET | 15  |     |     | RET | RET | 41  |
| 22  | Glauco Barros         | 13  | 11  | 16  | 15  | 15  | 14  | 17  | 16  | 16  | 19  | 13  | 15  | 13  | 12  | 22  | RET | 18  | RET | 39  |
| 23  | Leandro Totti         |     |     |     |     | RET | NL  | 7   | 2   |     |     |     |     |     |     |     |     |     |     | 29  |
| 24  | Daniel Kelemen        | 10  | RET | RET | 16  | 19  | 16  | 19  | 17  | 19  | 21  | RET | 16  | 12  | 9   | 10  | 15  | 19  | 16  | 25  |
| 25  | Pedro Muffato         |     |     |     |     |     |     |     |     |     |     |     |     |     |     |     |     | 23  | 17  | 14  |
| 26  | Sérgio Ramalho        |     |     |     |     |     |     |     |     | 13  | 12  |     |     |     |     |     |     |     |     | 11  |
| 27  | Ricardo Alvarez       |     |     | 14  | 17  | 21  | 17  | 21  | 19  |     |     | RET | 17  | 17  | 14  | 19  | 14  | RET | RET | 8   |
| 28  | Rodrigo Pimenta       | RET | RET | RET | NL  | 20  | RET | 23  | 20  |     |     | 12  | RET | NL  | RET | 11  | 11  | 22  | RET | 8   |
| 29  | Rodrigo Taborda       |     |     |     |     |     |     |     |     |     |     |     |     |     |     |     |     | 21  | 15  | 1   |
| 30  | Raphael Abbate        |     |     |     |     |     |     |     |     |     |     |     |     |     |     | 14  | 13  |     |     | 0   |
| 31  | Maicon Roncen         | RET | NL  | RET | NL  |     |     |     |     |     |     |     |     |     |     |     |     |     |     | 0   |
| 32  | Luciano Burti         |     |     |     |     |     |     |     |     | RET | RET |     |     |     |     |     |     |     |     | 0   |
| 33  | Carlos Machado        | DSQ | DSQ |     |     |     |     |     |     |     |     |     |     |     |     |     |     |     |     | 0   |
| Pos | Piloto                | GOI | GOI | INT | INT | CAS | CAS | CAS | CAS | TAR | TAR | CTB | CTB | CTB | CTB | POT | POT | CTB | CTB | Pts |

| Color        | Resultado                                     |
| ------------ | --------------------------------------------- |
| Oro          | Ganador                                       |
| Plata        | 2º lugar                                      |
| Bronce       | 3º lugar                                      |
| Verde        | 4.º y 5.º lugar (top 5)                       |
| Celeste      | 6.º a 10.º lugar (top 10)                     |
| Azul         | Finalizó (afuera del top 10) (fora do Top 10) |
| Violeta      | No terminó                                    |
| Rojo         | DNQ - No se clasificó                         |
| Marrón       | Wth - Retirado                                |
| Negro        | DSQ - Descalificado                           |
| Caqui oscuro | No empezó (NL)                                |
| Caqui oscuro | Abandonó la carrera (C)                       |
| Vacío        | no participó                                  |